# Ruồi giấm thường
Ruồi giấm thường hay Ruồi trái cây thường (Drosophila melanogaster) là một loài ruồi, thuộc họ Drosophilidae. Bắt đầu từ Charles W. Woodworth, loài này là một động vật mô hình được sử dụng rộng rãi trong nghiên cứu sinh học gen, sinh lý học, sinh bệnh học vi khuẩn và tiến hóa lịch sử sự sống. Nó thường được sử dụng bởi vì nó là một loài là dễ dàng để chăm sóc, sinh sản một cách nhanh chóng, và đẻ trứng nhiều.

## Hình ảnh

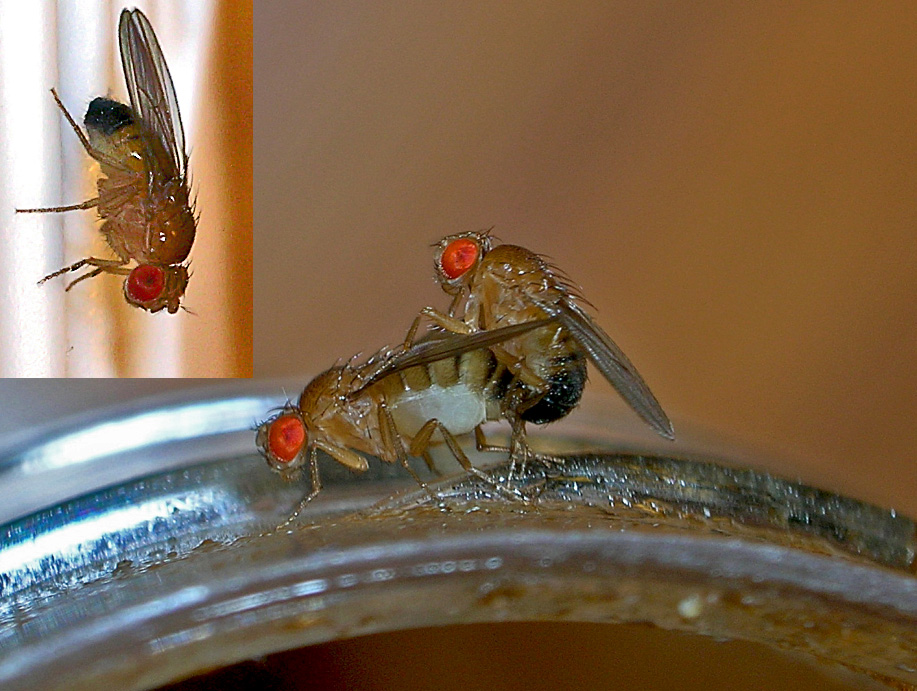
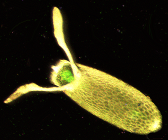
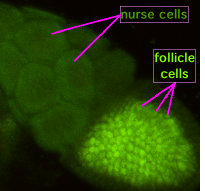
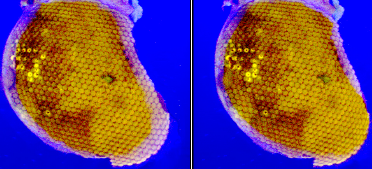

## Popular media
- "Inside the Fly Lab" — broadcast by WGBH và PBS, in the program series "Curious", tháng 1 năm 2008.
- "How a Fly Detects Poison" Lưu trữ ngày 13 tháng 1 năm 2013 tại archive.today — WhyFiles.org article describes how the fruit fly tastes a larva-killing chemical in food.